# Pavel Pervuchin
Pavel Vladimirovitch Pervuchin (em russo:  Павел Владимирович Первушин; 5 de setembro de 1947 – 24 de setembro de 2022) foi um russo, ex-halterofilista da União Soviética.
Em 1971, Pavel Pervuchin ficou em segundo lugar na Spartakiada, com 560 kg no total combinado (185 no desenvolvimento [movimento-padrão abolido em 1973], 170 no arranque e 205 no arremesso), na categoria até 110 kg.
Ele foi campeão europeu e mundial em 1973, na categoria até 110 kg.
Quadro de resultados
| Ano  | Posição | Competição                   | Classe de peso | Marca                |
| 1971 | 2º      | Spartakiada                  | Pesado         | 560 kg (185+170+205) |
| 1973 | 1º      | Campeonato Europeu em Madrid | Pesado         | 400 kg (177,5+222,5) |
| 1973 | 1º      | Campeonato Mundial em Havana | Pesado         | 385 kg (170+215)     |

Quadro de recordes
Pervuchin definiu 13 recordes mundiais ao longo de sua carreira — nove no arranque, três no arremesso e um no total combinado, na categoria até 110 kg.
| Data       | Disciplina | Marca    | Classe de peso | Lugar    |
| 21.02.1971 | Arranque   | 168 kg   | Pesado         | Odessa   |
| 23.07.1971 | Arranque   | 170 kg   | Pesado         | Moscou   |
| 07.12.1971 | Arranque   | 170,5 kg | Pesado         | Erevan   |
| 05.03.1972 | Arranque   | 171 kg   | Pesado         | Ulm      |
| 14.04.1972 | Arranque   | 173 kg   | Pesado         | Tallinn  |
| 14.04.1972 | Arranque   | 175 kg   | Pesado         | Tallinn  |
| 14.04.1972 | Arremesso  | 218,5 kg | Pesado         | Tallinn  |
| 14.04.1972 | Arremesso  | 220,5 kg | Pesado         | Tallinn  |
| 25.12.1972 | Arranque   | 175,5 kg | Pesado         | Sochi    |
| 19.03.1973 | Arranque   | 176 kg   | Pesado         | Tashkent |
| 19.03.1973 | Arremesso  | 223 kg   | Pesado         | Tashkent |
| 17.06.1973 | Arranque   | 177,5 kg | Pesado         | Madrid   |
| 17.06.1973 | Arremesso  | 223,5 kg | Pesado         | Madrid   |
| 17.06.1973 | Total      | 400 kg   | Pesado         | Madrid   |